# Kaspersky Anti-Virus
Kaspersky Anti-Virus（カスペルスキー アンチウイルス）は、ZAO Kaspersky Labが開発したアンチウイルスソフトウェアである。略記はKAV。アンチウイルス製品は2015年6月30日をもって販売を終了した。
このアンチウイルスの機能に加え、アンチスパムやファイアウォールなどの機能を搭載したのが統合セキュリティ製品Kaspersky Internet Security（カスペルスキー インターネットセキュリティ）で、略記はKISである。パッケージ名称はカスペルスキー セキュリティ。

## 概要
1997年にAntiViral Toolkit Proとして発売が開始され、2000年11月に現在の名称に変更した。
平均45分に1回のウイルス定義ファイル更新が行われており、1日に1回程度あるいはそれ以上の間隔で定義ファイルの更新が行われているものが多い他のアンチウイルスソフトと比べて、対応の素早さから定評がある。
また、F-Secure社製アンチウイルス製品にスキャンエンジンおよび定義ファイルをOEM提供したのを皮切りに、世界中でリブランディング、OEM、アプライアンスのエンジンに採用されている。日本国内で販売されているセキュリティ製品では、Ahkun社のSG Anti-Spy、G DATA Software社のG DATA アンチウイルスキット、F-Secure社のInternet Security 2007、E-Post社のE-Post Mail Server、ターボリナックスのTurbo Anti-Virus、Gideon社のギデオンアンチウイルス、ニフティの常時安全セキュリティ24等にエンジンが提供されている。
Winny関連ウイルスなどの日本固有のウイルスへの対応も速い。アンチウイルス単体製品でスパイウェアにも対応し、SC Magazine 2006のスパイウェア部門で他の専門ソフトを抜いて最優秀賞を受賞している。また、同社ではWinnyそのものを「リスクウェア」としており、マルウェア等を検出するための、拡張定義ファイルを使用することで検出できるようになる。

2005年（平成17年）5月に発生した価格.comのハッキング事件では、事件の発生前から対応するウイルス定義ファイルを提供していた数少ないソフトである。
ちなみに、ウイルスが見つかると、Ver.7.0までは怪獣か人間の悲鳴の様な「ギャー」という音が鳴るようになっていたが、Ver.2009からは別の警告音に変更されている。Ver2009の場合でもC:\Program Files\Kaspersky Lab\Kaspersky Anti-Virus 8.0\Skin\sounds"にある"infected_p.wavを"Infected.wav"に置換することで、従来の警告音にする事が可能である。

## 評価
Ver.6（6.0.0.303）について、オンデマンドのウイルス検知試験（Anti-Virus Comparatives No.11, 2006年8月）では非常に高い評価を得ている

## 日本での販売元
日本市場に初めて投入された日本語版コンシューマ向け製品のVer. 5（カスペルスキーアンチウイルス5）は、株式会社ライフボートが、国内での独占販売権を取得し、販売及びサポートの一次窓口をしていた。2006年（平成18年）11月17日に発売されたVer. 6（Kaspersky Anti-Virus 6.0）、2007年（平成19年）9月14日に発売されたVer.7（Kaspersky Anti-Virus 7.0）、および2008年（平成20年）10月3日に発売されたVer.8（Kaspersky Anti-Virus 2009）については、ジャストシステム社が5年間日本国内の独占販売権を取得した。統合セキュリティ製品のKaspersky Internet Securityも、Kaspersky Anti-Virus と同様にジャストシステム社が日本国内の独占販売権を取得し販売していたが、Kaspersky Internet Security 2011はジャストシステム、およびKaspersky Labs Japanの両方から発売が行われた。そして、2012バージョンからジャストシステムは販売を終了し、カスペルスキー社のみの取り扱いとなった。
ライフボートが国内独占販売権を持っていた当時は、Kasperskyの知名度も低く、あまり売れていなかったようだが、ジャストシステムに販売権が移ってからは、テレビや雑誌などで広告に力を入れたことも関係し、急激に売上げが伸びたとされている。
なお、Windows版のVer.9 (Kaspersky Anti-Virus 2010) の国内での販売は見送られ、Internet Securityに一本化されたが、Ver.11 (Kaspersky Anti-Virus 2011) よりInternet SecurityとAnti-Virusのインストールプログラムが一本化されたことにより販売が開始されている。
尚、Anti-Virus製品の販売停止時には旧バージョンのライセンスの有効期間が残っているユーザー向けに、無償バージョンアッププログラムが提供された。このアップデートプログラムのバージョンは、2010 CF2 Ver.9.0.0.736である。